# شابل شمال أفريقيا
شابل شمال أفريقيا أو الشابل الجزائري (الاسم العلمي: Alosa algeriensis) هو نوع من أسماك البحر الأبيض المتوسط من فصيلة الرنكات وجنس الشاد (الشابل).

## النطاق
يوجد بشكل أساسي في البحر الأبيض المتوسط من شمال المغرب إلى شمال تونس. يوجد أيضًا في سردينيا بإيطاليا مع تجمعات غير ساحلية في بحيرة إشكل بتونس وسردينيا بإيطاليا. 

## الحياة
يبدأ الذكور في الهجرة إلى أعلى النهر في عمر 3-4 سنوات تقريبًا بينما لا تبدأ الإناث إلا عند عمر 4-5 سنوات تقريبًا. ويهاجر الصغار إلى مصب الأنهار حتى مرحلة النضج. وبمجرد أن ترتفع درجات الحرارة فوق 20 درجة مئوية، فإنها تبدأ في وضع بيضها. تحدث الوفيات عادة بعد وضع البيض. يعد معدل الوفيات بعد وضع البيض أمرًا شائعًا جدًا في جنس الشابل، والذي غالبًا ما يكون بالقرب من شهر مايو. 

## حالة الحفظ
تم تصنيفه في عام 2021 من قبل الاتحاد الدولي لحفظ الطبيعة على أنه نوع مهدد.